# 奈良部山
奈良部山（ならぶやま）は、栃木県佐野市にある山である。標高985.4m。

## 概要
カタクリの名所である。山名の「ならぶ」の原義は「楢生」で「ナラの木の生えているところ」の意であるといわれている。その名の通り、現在でもナラの木などの広葉樹が生い茂り、四季折々の美しさを感じることができるスポットでもある。